# Nanaguna basalis
Nanaguna basalis är en fjärilsart som beskrevs av Moore 1885. Nanaguna basalis ingår i släktet Nanaguna och familjen trågspinnare. Inga underarter finns listade i Catalogue of Life.